# Anna Wilson (sångare)
Anna Wilson, född 13 december 1971 i Karlshamns församling, Blekinge län, är en svensk sångerska. Hon växte upp i Istaby i Blekinge. Hon har sjungit och spelat orgel i Dub Sweden. Hon är syster till Jenny och Sara Wilson som spelat tillsammans i bandet First Floor Power. Anna Wilson har en utbildning som arkeolog. Hon arbetar med pedagogik på Historiska museet i Stockholm. Tillsammans med barndomsvännen och författaren Sara Paborn har hon givit ut ljudboken Änkorna på Österlen, Stormen. Hon har även ett förflutet som sångerska i bandet Dub Sweden.